# ポール・コーカム
ポール・ブルース・コーカム（Paul Bruce Corkum, 1943年10月30日 - ）は、カナダの物理学者（専門はレーザー科学）。オタワ大学アト秒光学研究所長。カナダ国立研究評議会（NRC）共同議長。ニューブランズウィック州セントジョン出身。

## 経歴
1965年にアカーディア大学卒業後、1972年にリーハイ大学から理論物理学のPh.D.を取得。翌年まで博士研究員として在籍した後、カナダ国立研究評議会で理論物理学から実験物理学に転向した。フェムト秒科学の研究に従事した後、2008年にオタワ大学教授となった。またマックマスター大学、ブリティッシュコロンビア大学、テキサスA&M大学で非常勤教授を務めた。
レーザーに関する研究に従事し、アト秒物理学を切り開いた。2005年に王立協会フェローに選出された。

## 受賞歴
- 1999年 - レーザー科学アインシュタイン賞
- 2003年 - ヘンリー・マーシャル・トーリー・メダル
- 2005年 - チャールズ・ハード・タウンズ賞
- 2006年 - アーサー・L・ショーロー賞
- 2008年 - ヘルツバーグメダル
- 2013年 - キング・ファイサル国際賞、ハーヴェイ賞
- 2014年 - フレデリック・アイヴズメダル
- 2015年 - トムソン・ロイター引用栄誉賞、ロモノーソフ金メダル
- 2017年 - ロイヤル・メダル
- 2018年 - アイザック・ニュートン・メダル、国際光工学会ゴールドメダル
- 2019年 - ウィリス・ラム賞
- 2022年 - ウルフ賞物理学部門、BBVA Foundation Frontiers of Knowledge Award

## 参照
- Attosecond Science Seminar by Paul Corkum
- Video: Paul Corkum (Nat'l Research Council of Canada), Attosecond Science